# Marta Boháčová
Marta Boháčová (8. května 1936, Brno – 12. srpna 2014, Praha) byla česká operní pěvkyně, v letech 1970–91 členka souboru Národního divadla v Praze.

## Život
Narodila se v Brně. Vystudovala pedagogické gymnázium v Boskovicích. Již během studia na gymnáziu zpívala v Horáckém dívčím triu, se kterým získala v roce 1955 zlatou medaili na Štrasburském festivalu. V roce 1958 se stala členkou Pěveckého sboru Československého rozhlasu a vedle toho studovala na Hudební a taneční fakultě Akademie múzických umění v Praze u profesora Přemysla Kočího . Absolvovala v roce 1965. Ve studiu pokračovala v Bratislavě, ve Vídni a v pěveckém institutu při Teatro Massimo v Palermu v Itálii. V Národním divadle nejprve hostovala jako sólistka čekatelka a v roce 1970 se stala stálou členkou operního souboru.
Jejím hlavním oborem byl koloraturní soprán. Velký úspěch slavila např. v roli Rosiny v Rossiniho Lazebníku sevillském, Královny noci i Papageny v Mozartově Kouzelné flétně či Noriny v Donizettiho Donu Pasqualovi. Zpívala však také role českého repertoáru, zejména v operách Bedřicha Smetany: Esmeraldu v Prodané nevěstě, Karolinu ve Dvou vdovách či Barče v Hubičce.
V Národním divadle působila až do roku 1991. Vedle toho se věnovala i koncertní činnosti, často vystupovala v zahraničí. Hostovala v Berlínské státní opeře, v sofijském Národním divadle, v městském divadle v Basileji, v Teatro Regio v Parmě, v Moskvě a v dalších evropských městech. Její hlas byl zaznamenán na řadě gramofonových nahrávek a v rozhlasových a televizních inscenacích.
Vyučovala na Pražské konzervatoři, na Vysoké hudební škole ve Frankfurtu nad Mohanem a byla docentkou na pražské Hudební fakultě AMU.
V roce 1956 se stala manželkou skladatele Josefa Boháče, měla 2 děti. V roce 1982 byla jmenována zasloužilou umělkyní.

## Role na scéně Národního divadla
- Rusalka (1959/1960) – Lesní žínka, Jiná žínka
- Figarova svatba (1960/1961) – Zuzana
- Kouzelná flétna (1961/1962) – Královna noci
- Lazebník sevillský (1963/1964) – Rosina
- Únos ze serailu (1963/1964) – Blonda
- Carmen (1965/1966) – Micaela
- Turandot (1966/1967) – Liu
- Bohéma (1967/1968) – Musetta
- Divadlo za branou (1967/1968) – Kolombína
- Maškarní ples (1967/1968) – Oskar
- Don Giovanni (1968/1969) – Zerlina
- Její pastorkyňa (1968/1969) – Barena
- Libuše (1968/1969) – První žnec
- Smrt kmotřička (1969/1970) – Nejstarší šumařova dcera
- Figarova svatba (1970/1971) – Zuzana
- Hoffmannovy povídky (1970/1971) – Olympia
- Prodaná nevěsta (1970/1971) – Esmeralda, Skočnou tančí
- Šárka (1970/1971) – Svatava
- Arabella (1971/1972) – Fiakrmilli
- Dvě vdovy (1971/1972) – Karolina
- Hubička (1972/1973) – Barče
- Piková dáma (1972/1973) – Chloe
- Špalíček (1972/1973) – Zpívá
- Rigoletto (1973/1974) – Gilda
- Don Giovanni (1974/1975) – Zerlina
- Figarova svatba (1974/1975) – Zuzana
- Fidelio (1975/1976) – Marcellina
- Její pastorkyňa (1975/1976) – Barena
- Kouzelná flétna (1975/1976) – Papagena
- Lazebník sevillský (1975/1976) – Rosina
- Bohéma (1976/1977) – Mimi, Musetta
- Piková dáma (1976/1977) – Chloe
- Carmen (1977/1978) – Micaela
- Medvěd (1977/1978) – Helena Ivanovna Popovová
- Figarova svatba (1978/1979) – Hraběnka
- Traviata (1978/1979) – Violetta Valéry
- Dvě vdovy (1980/1981) – Karolína
- Don Pasquale (1981/1982) – Norina
- Silnice (1981/1982) – Gelsomina
- Mistr Jeroným (1984/1985) – I. žena
- Psohlavci (1984/1985) – Dorla
- Trubadúr (1985/1986) – Inez
- Brouk Pytlík (1987/1988) – Pavoučice
- Julietta (1988/1989) – Obchodnice s ptáky
- Žebrácká opera (1988/1989) – Suky Tawdry
- Hry o Marii (1990/1991) – Sólový kvartet